# Heringsdorf (Ostholstein)
Heringsdorf ist eine amtsangehörige Gemeinde des Amtes Oldenburg-Land im Kreis Ostholstein in Schleswig-Holstein. Augustenhof, Fargemiel, Görtz, Kalkberg, Klötzin, Rellin, Siggen, Süssau und Weilandtshof liegen im Gemeindegebiet und gehören als Ortsteile zur Gemeinde. Bei drei Ortsteilen spricht man landläufig von Gütern: Gut Augustenhof, Gut Görtz und Gut Siggen.

## Geschichte
Der Ort Heringsdorf basiert auf einer slawischen Gründung und gehört zusammen mit Klötzin, Rellin, Fargemiel, Görtz und Siggen zu den lübschen Stadtstiftsdörfern.

## Ortsteile

### Görtz
Gut Görtz wurde Mitte des 13. Jahrhunderts erstmals erwähnt.
Das Gut befindet sich in Privatbesitz. Es wird landwirtschaftlich genutzt, wobei der Getreide- und Rapsanbau überwiegt. In den Sommermonaten findet auf dem Gut ein Kunstmarkt statt. In einer ehemaligen Scheune wurde ein Café eingerichtet.

### Siggen
Gut Siggen wird als Gästehaus und Forum der Alfred Toepfer Stiftung F.V.S., die ihren Sitz in Hamburg hat, genutzt. Gleichzeitig wird das Gut landwirtschaftlich genutzt. Alfred Toepfer hatte das Gut 1932 erworben.
Die Wirtschaftsgebäude wurden nach einem Brand 1934 neu errichtet.

### Süssau
Süssau ist ein Erholungs- und Campingort in der Gemeinde Heringsdorf. Die Süssauer Strandpromenade wurde erst kürzlich  erneuert und eine Seebrücke errichtet. An der Zufahrt zum Strand (Seebrücke) befinden sich Parkplätze; die Zufahrtsstraße ist keine Durchgangsstraße, was sich als angenehm für Strandbesucher und Campingplatz-Benutzer erweist.
In Süssau finden das Camperfest, die Ostsee-Sause und das Feuerwerk auf der Seebrücke statt.
Süssau wird erheblich geprägt vom Leben am Strand (mit DLRG-Station) und auf der Strandpromenade sowie vom Betrieb der Campingplätze, wie der Camping Club Süssau, Camping Park Süssau, Camping Poseidon und Camping am Minigolf. In geringer Entfernung befinden sich noch zwei weitere Campingplätze am Rosenfelder Strand, auf einem wird traditionsreich FKK-Betrieb angeboten.

## Religion
67 % der Einwohner von Heringsdorf sind evangelisch, 4 % katholisch.

## Politik

### Gemeindevertretung
Die Wahl der Gemeindevertretung 2023 ergab folgendes Ergebnis:
| Gemeindevertretungswahl Heringsdorf 2023 %6050403020100 56,1 %35,5 %8,5 % CDUSPDWahlcGewinne und Verlusteim Vergleich zu 2018 %p 10 8 6 4 2 0 −2 −4 −6 −8−10−12+2,1 %p−10,5 %p+8,5 %pCDUSPDWahlAnmerkungen:c Einzelbewerber Wahl | Sitzverteilung in der Gemeindevertretung Heringsdorf seit 2023Insgesamt 11 Sitze - SPD: 4 - CDU: 6 - Wahl: 1 |

### Wappen
Blasonierung: „Von Blau und Gold im Wellenschnitt erhöht geteilt. Oben ein silberner Hering, unten ein abgebrochener roter Kreuzstab.“

## Wirtschaft
Die Gemeinde ist überwiegend landwirtschaftlich geprägt. Da der Ort an der Ostsee liegt, ist der Tourismus eine wichtige Einnahmequelle. Zur Steigerung der Attraktivität wurde im Gemeindeteil Süssau zum Saisonbeginn 2006 die Strandpromenade renoviert und eine Seebrücke integriert. Die neue Strandhalle bestimmt mit ihrer sachlichen Architektur das Bild im Eingangsbereich der Promenade.

## Verkehr
Heringsdorf liegt an der Bahnstrecke Lübeck–Puttgarden. Der ehemals hier bestehende Bahnhof (später Haltepunkt) wird schon seit etlichen Jahren nicht mehr von Personenzügen bedient.

## Söhne und Töchter der Gemeinde
- Paul Möller (1916–2016), Landtagsabgeordneter und Bürgermeister von Heringsdorf (SPD)

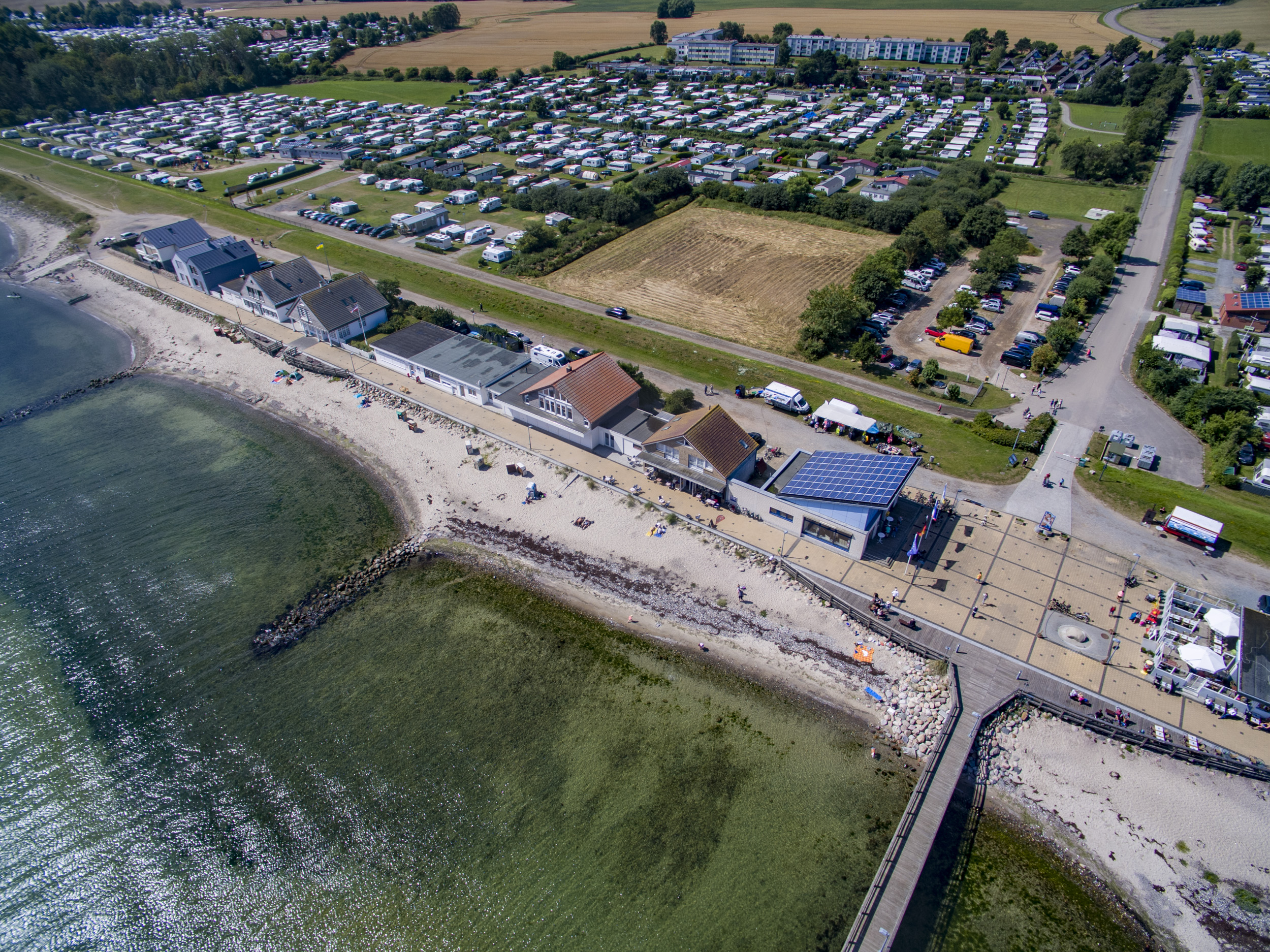

## Bilder

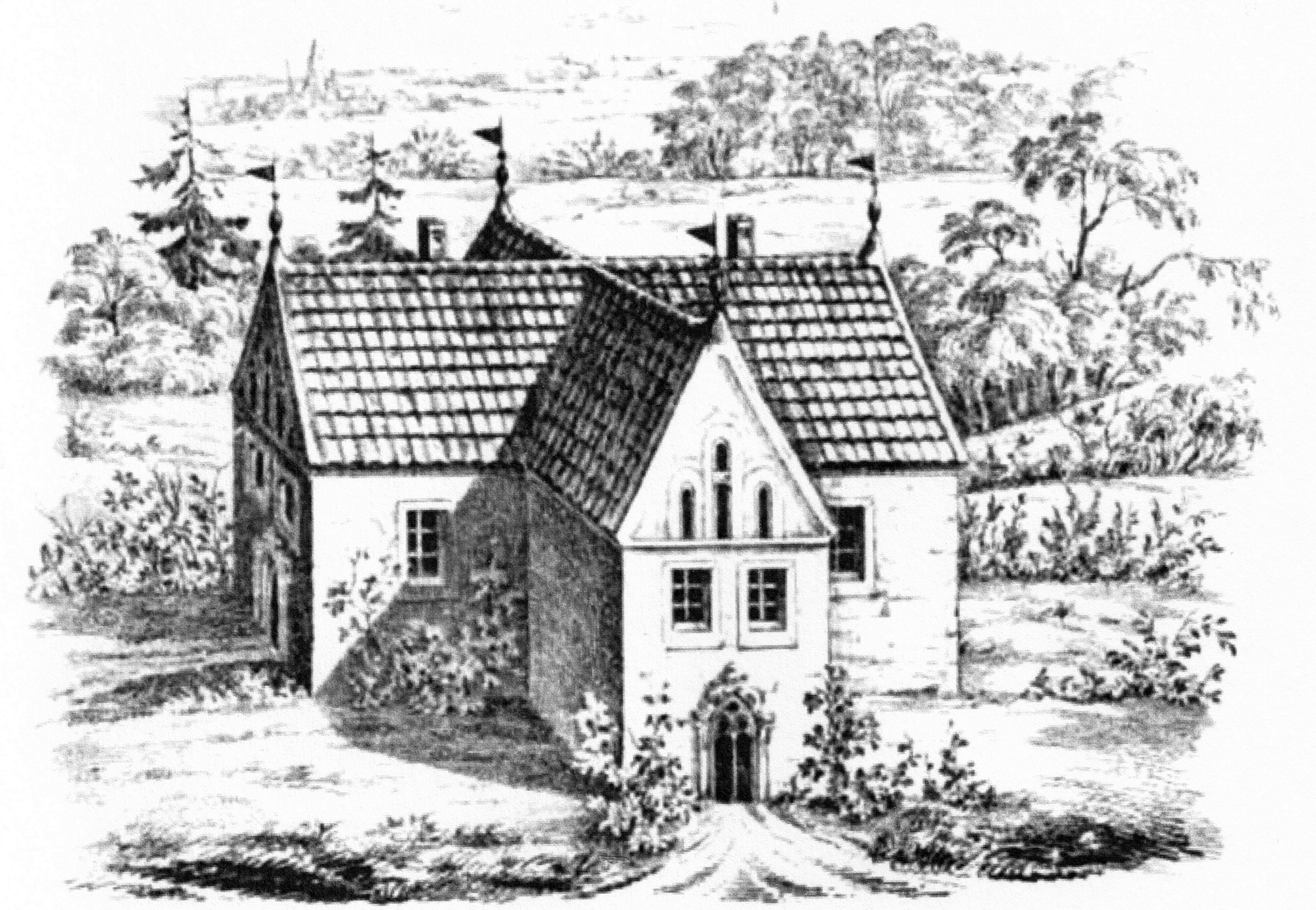
Das ehemalige Herrenhaus Siggen
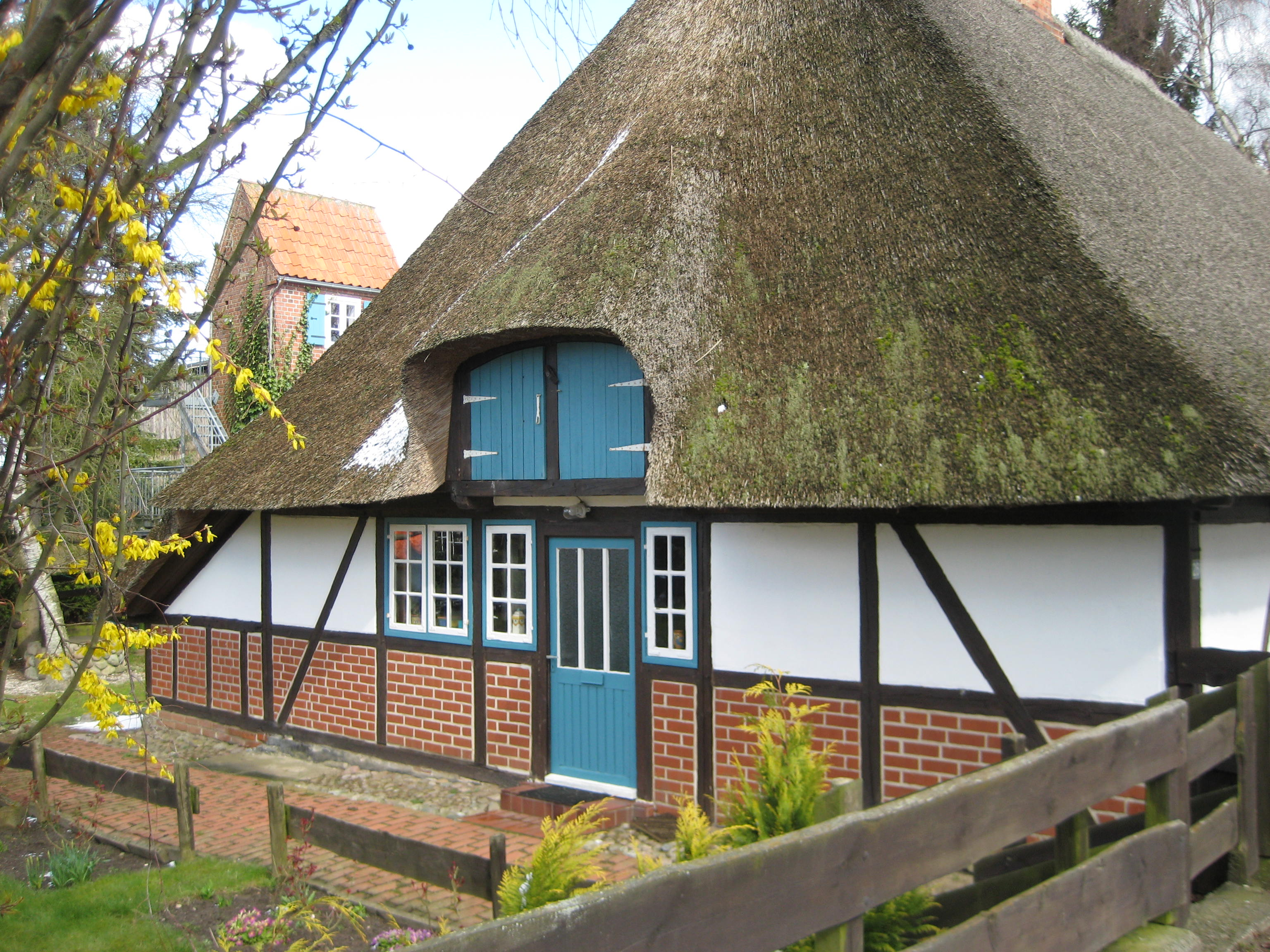
Fachwerkhaus mit Reetdach in Heringsdorf
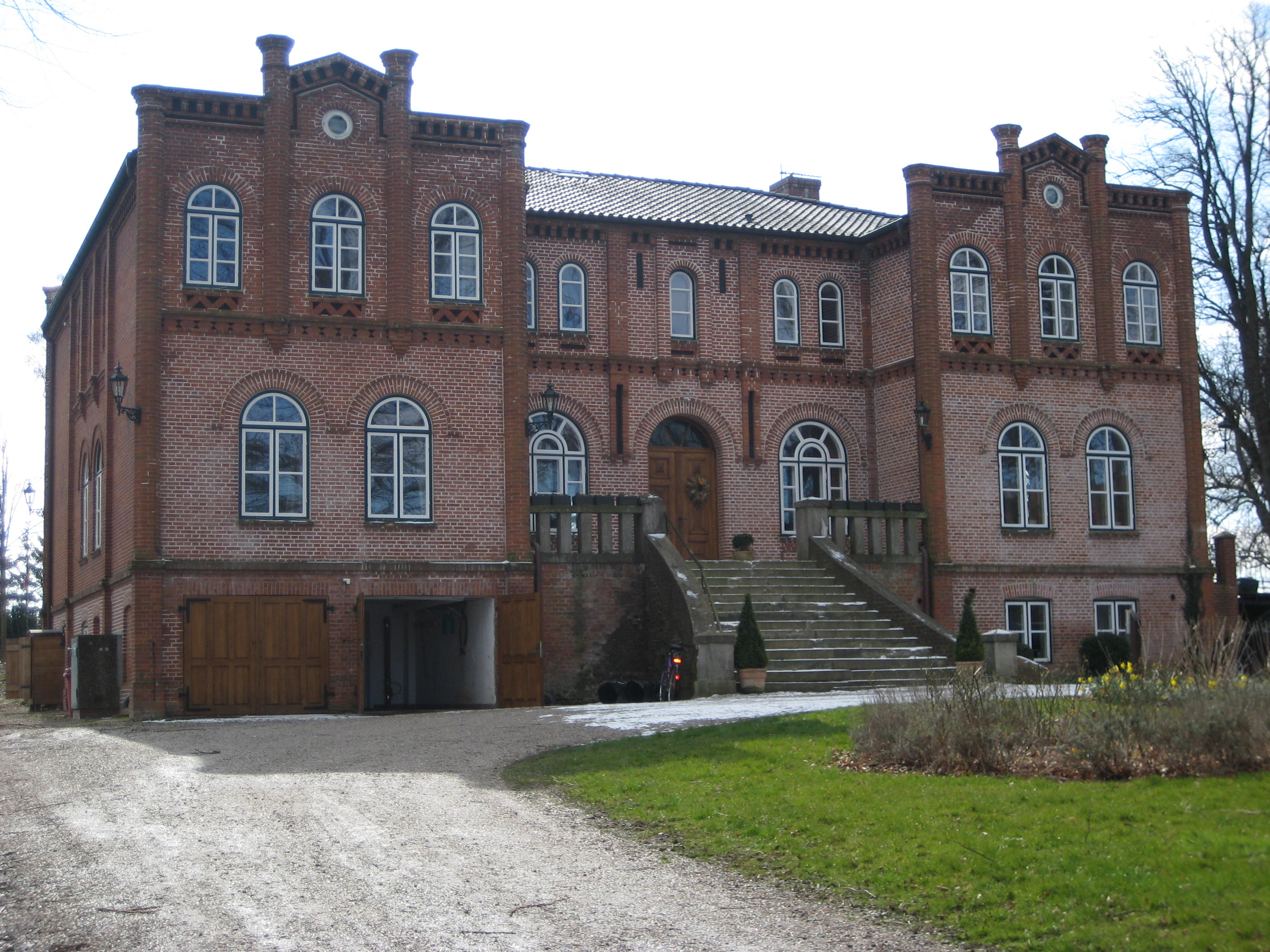
Gut Görtz: Herrenhaus
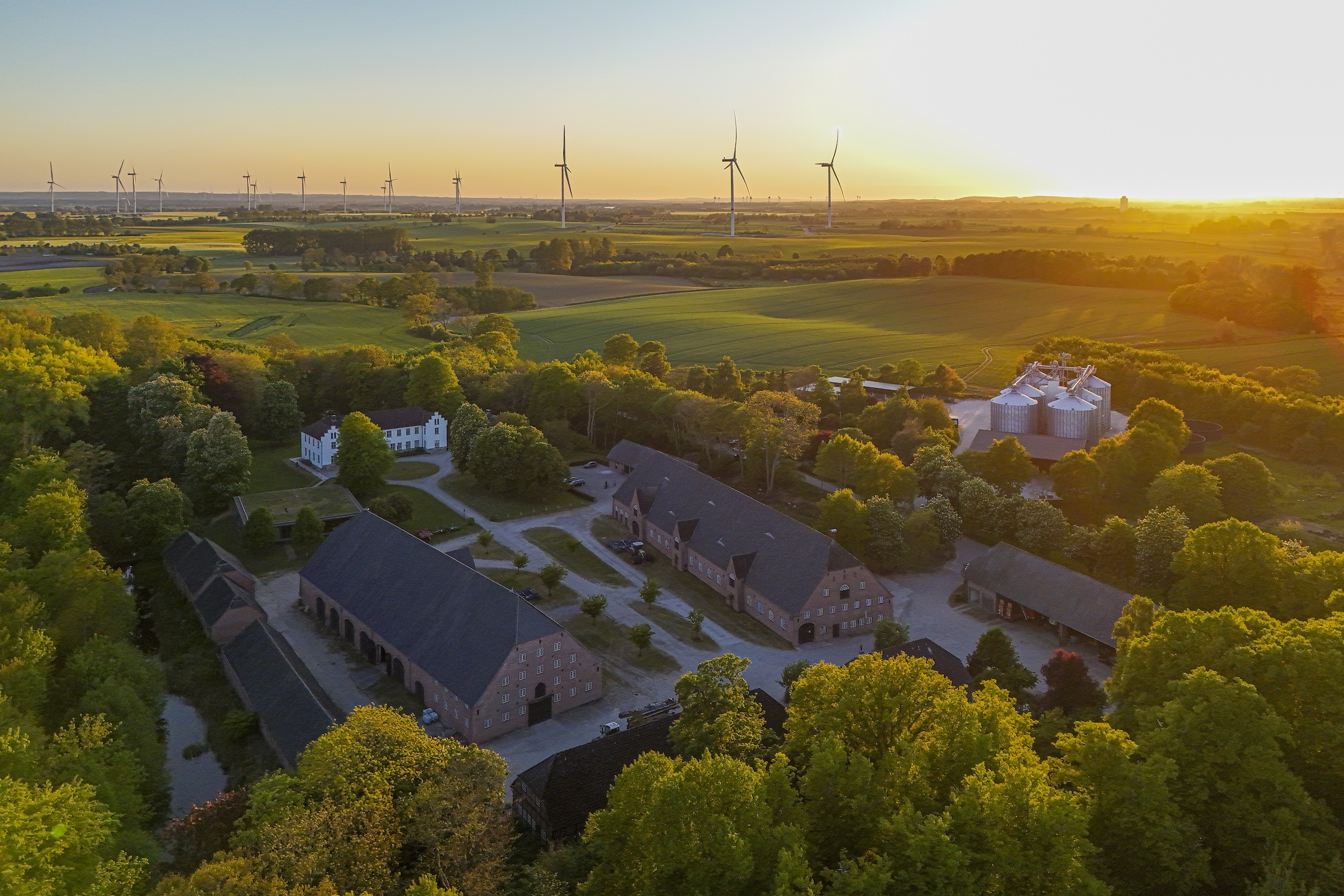
Gut Siggen: Herrenhaus, Wirtschaftsgebäude und anliegender Anlage zur Getriedetrocknung
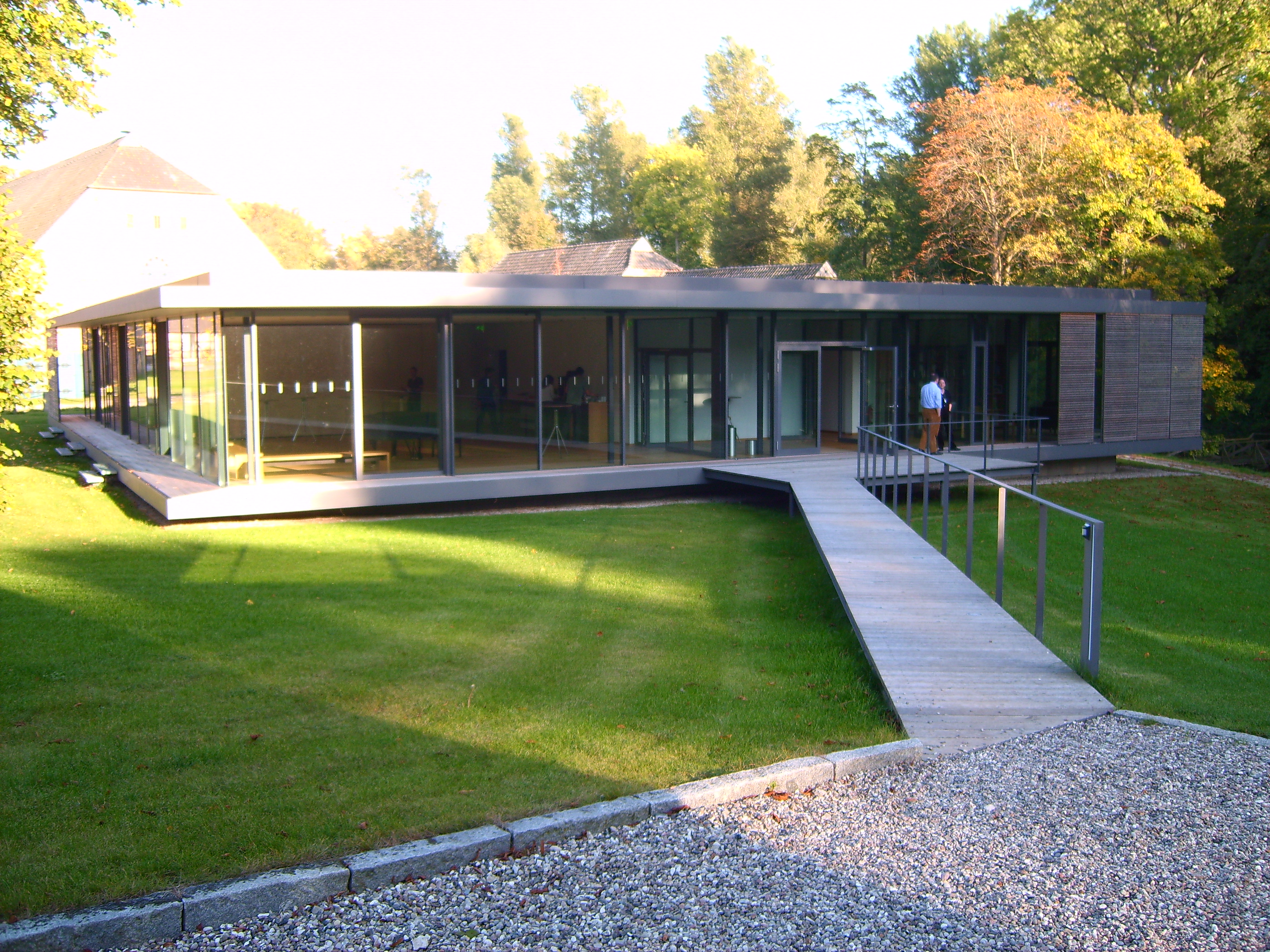
Gut Siggen: Tagungsgebäude
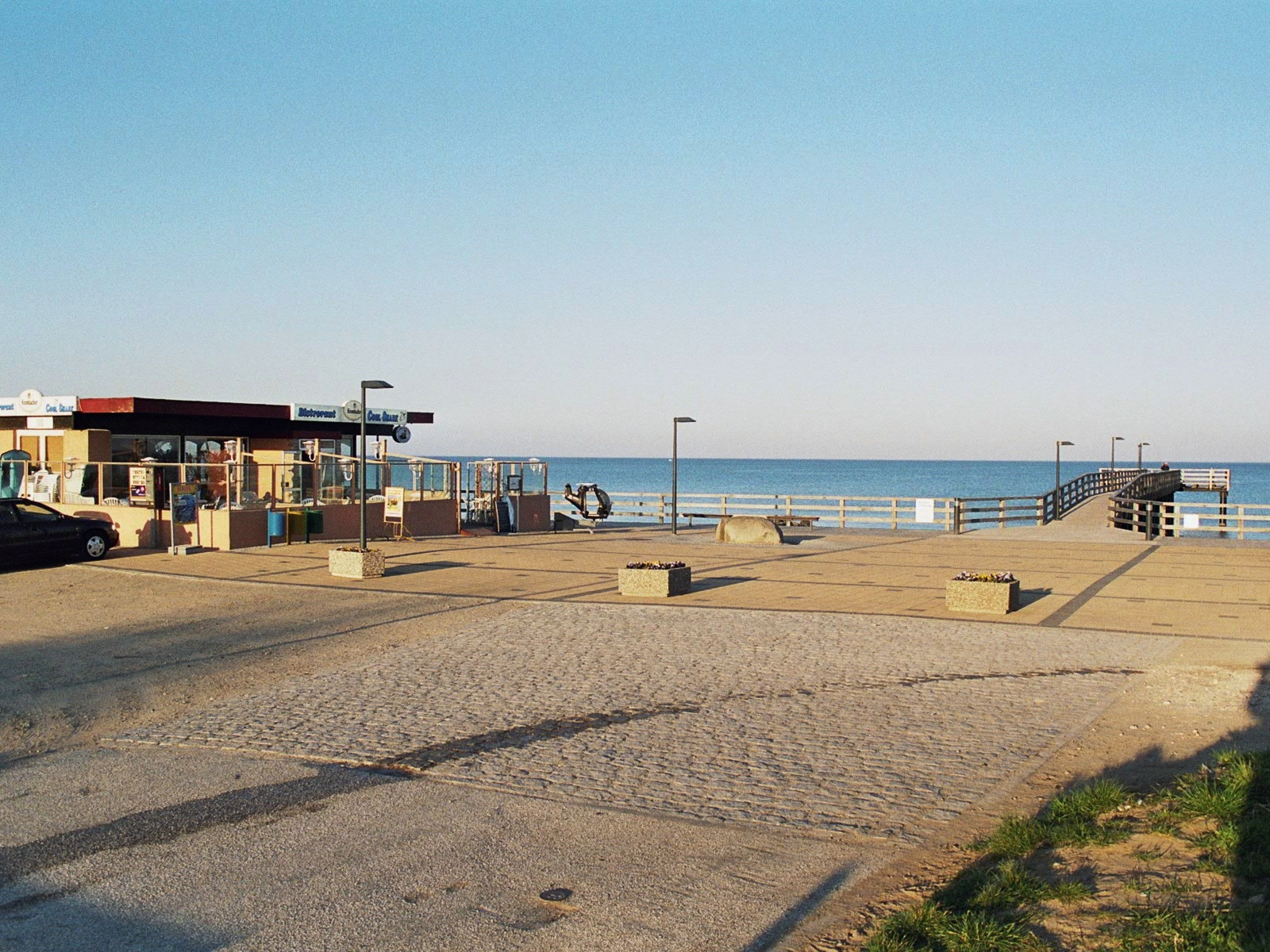
Strandpromenade Süssau mit Seebrücke
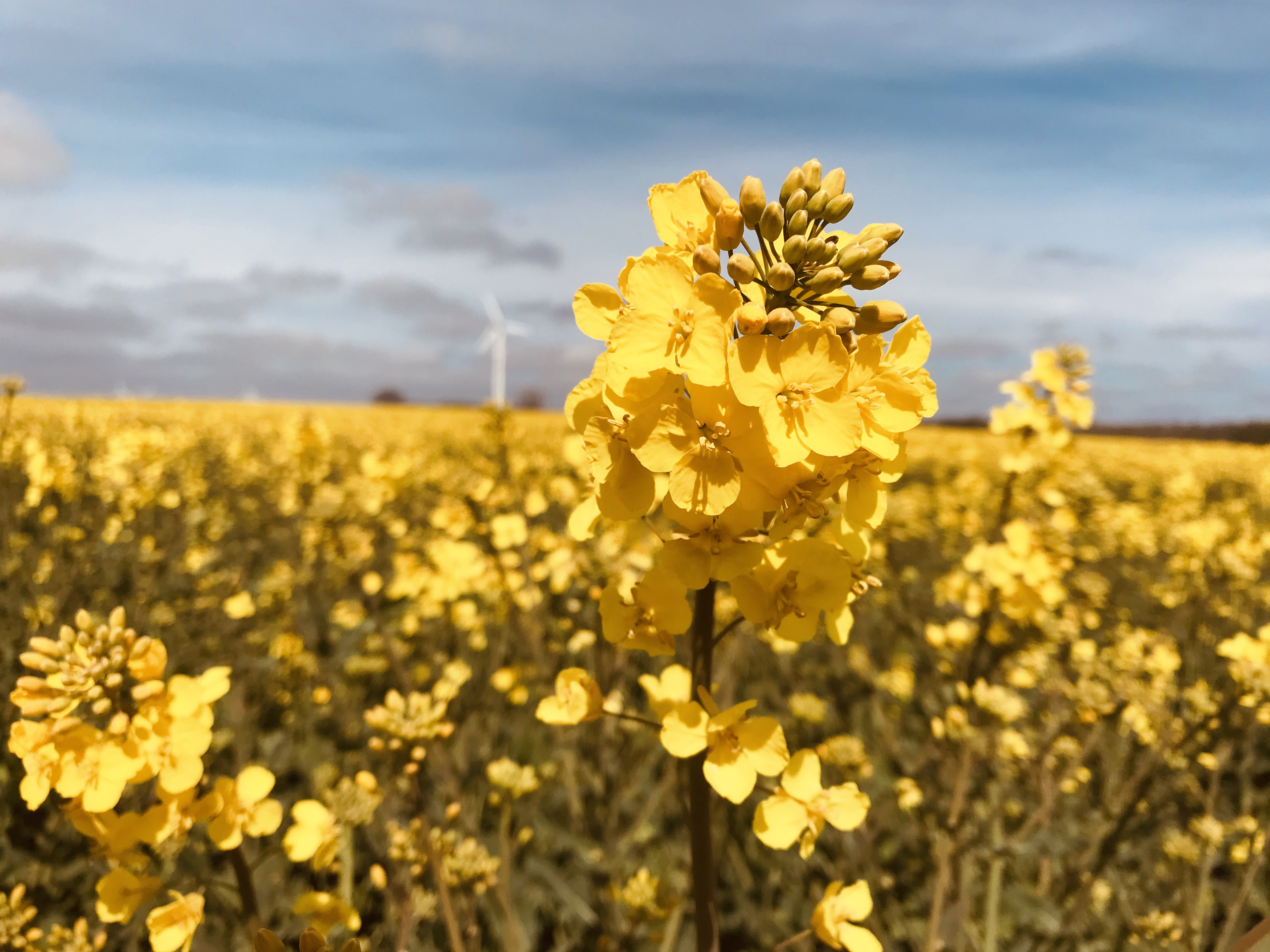
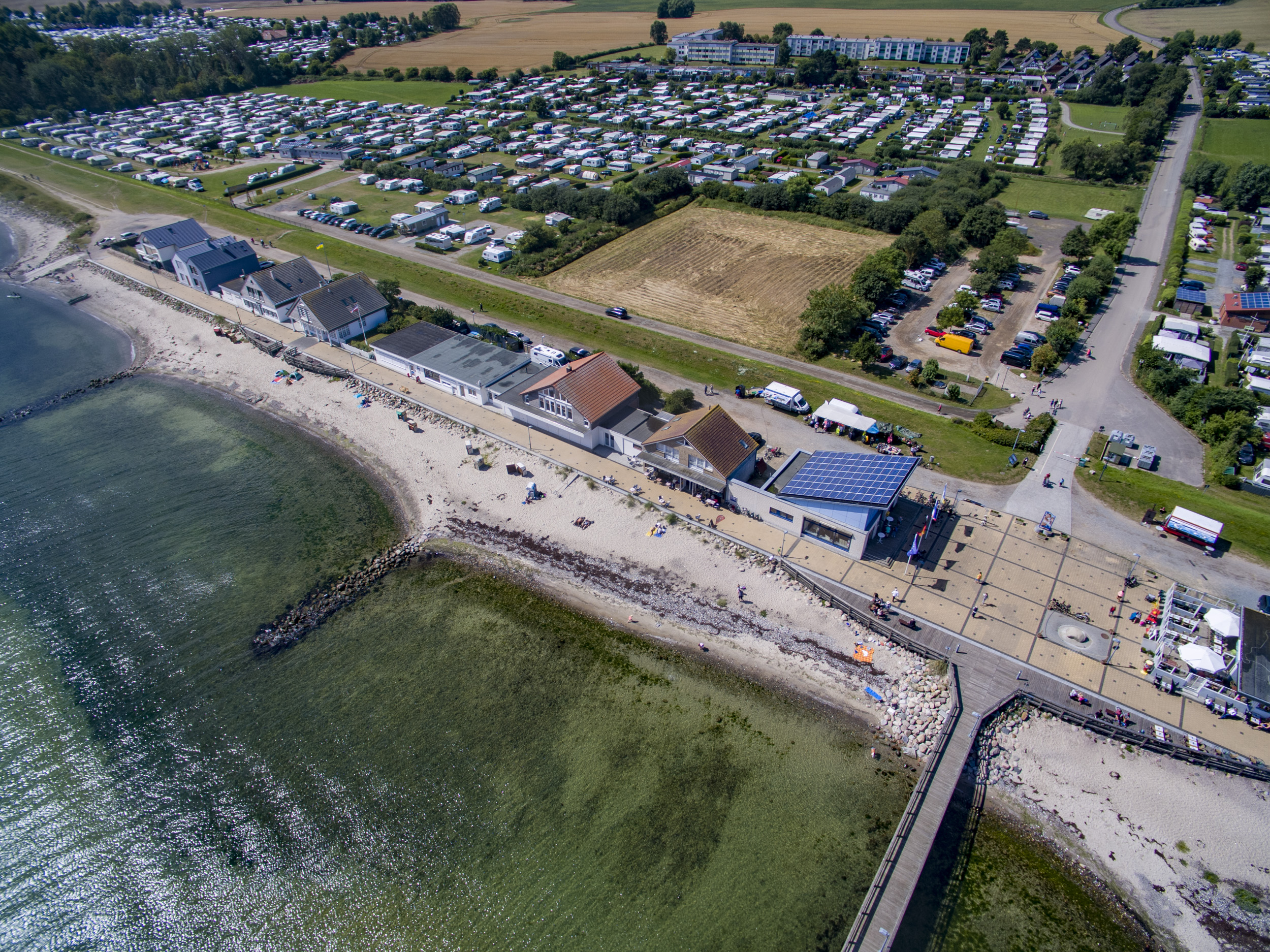
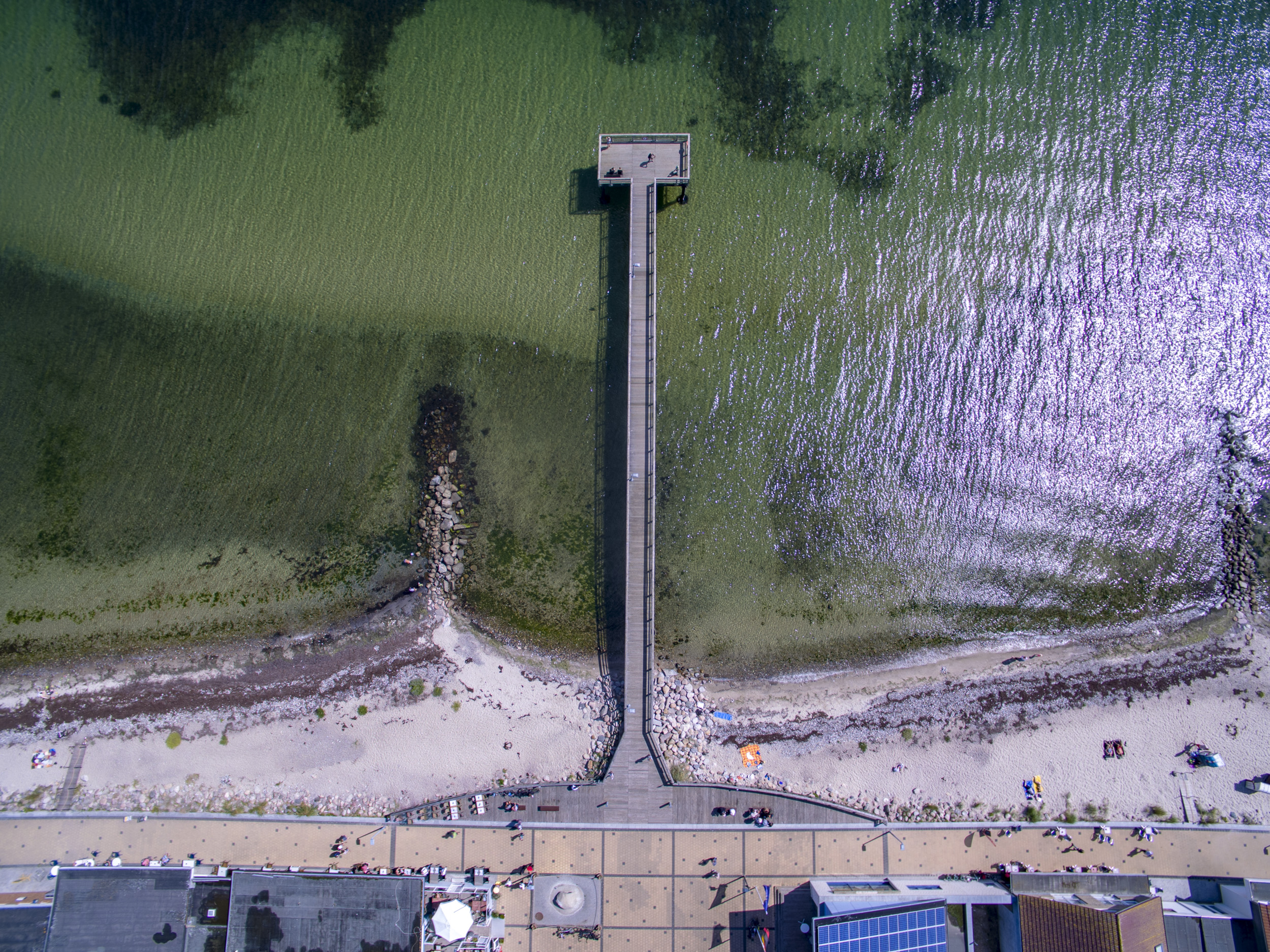